# Oblast' di Arcangelo

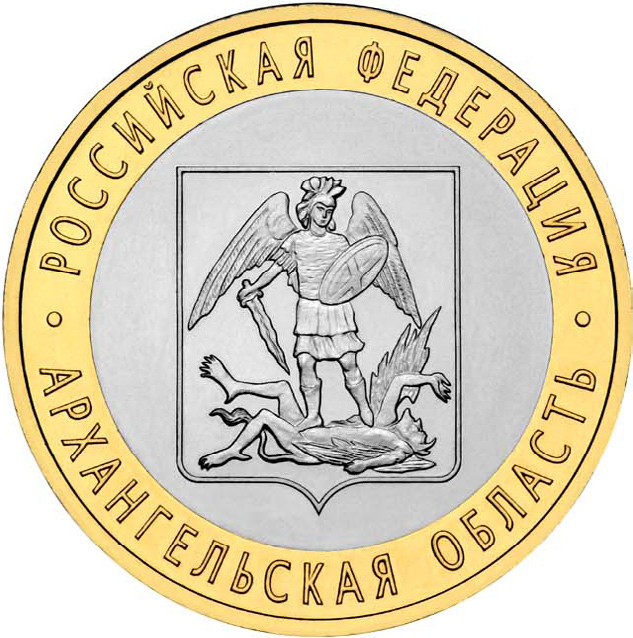
Il retro della moneta commemorativa da 10 rubli emessa dalla Banca di Russia, in onore dei sudditi federali della Federazione Russa; nella foto è raffigurata la moneta da 10 rubli in onore dell'Oblast' di Arcangelo (2007). Stemma della regione sulla moneta da 10 rubli della Banca di Russia.

La oblast' di Arcangelo (in russo Архангельская область?, Archangel'skaja oblast') è un'oblast’ della Russia, situata nell'estremo nord della Russia europea.
Il capoluogo dell'oblast’ è Arcangelo, situata nella parte più interna della baia della Dvina (Mar Bianco), sul braccio orientale del fiume Dvina settentrionale, 1120 km a nord-nord-est di Mosca.

## Geografia fisica
Il territorio è interamente pianeggiante, percorso da diversi fiumi (fra i principali la Dvina Settentrionale e la Pečora). Sono comprese nell'oblast' anche le isole che costituiscono la Terra di Francesco Giuseppe.

## Geografia antropica

### Suddivisioni amministrative

#### Rajon
La oblast’ di Arcangelo comprende, oltre a un circondario autonomo, 21 rajon (fra parentesi il capoluogo):
- Cholmogorskij (Cholmogory)
- Kargopol'skij (Kargopol')
- Konošskij (Konoša)
- Kotlasskij (Kotlas)
- Krasnoborskij (Krasnoborsk)
- Lenskij (Jarensk)
- Lešukonskij (Lešukonskoe)
- Mezenskij (Mezen')
- Njandomskij (Njandoma)
- Novaja Zemlja (Beluš'ja Guba)
- Onežskij (Onega)

- Pinežskij (Karpogory)
- Pleseckij (Pleseck)
- Primorskij (Arcangelo)
- Šenkurskij (Šenkursk)
- Soloveckij (Soloveckij)
- Ust'janskij (Oktjabr'skij)
- Vel'skij (Vel'sk)
- Verchnetoemskij (Verchnjaja Tojma)
- Vilegodskij (Il'insko-Podomskoe)
- Vinogradovskij (Bereznik)

A queste unità amministrative si aggiunge il Zapoljarnyj rajon che però appartiene al Circondario autonomo dei Nenec.

#### Città
I centri abitati della oblast' che hanno lo status di città (gorod) sono 13 (in grassetto le città sotto la diretta giurisdizione della oblast', che costituiscono una divisione amministrativa di secondo livello):
- Arcangelo
- Kargopol'
- Korjažma
- Kotlas
- Mezen'
- Mirnyj
- Njandoma

- Novodvinsk
- Onega
- Šenkursk
- Severodvinsk
- Sol'vyčegodsk
- Vel'sk

#### Insediamenti di tipo urbano
I centri urbani con status di insediamento di tipo urbano sono invece 18 (al 1º gennaio 2010):
- Bereznik
- Emca
- Konoša
- Kuloj
- Malošujka
- Obozerskij
- Oksovskij
- Oktjabr'skij
- Pleseck

- Privodino
- Puksoozero
- Samoded
- Savinskij
- Severoonežsk
- Šipicyno
- Urdoma
- Vyčegodskij